# Tjärnmyrtjärnen (Hassela socken, Hälsingland)
Tjärnmyrtjärnen är en sjö i Nordanstigs kommun i Hälsingland och ingår i Harmångersåns huvudavrinningsområde.